# Foliabitus
Foliabitus là một chi nhện trong họ Salticidae.